# Лугнасад
Лугнасад је келтски празник, који је светкован у част бога Луга, 1. августа.
Овај празник је означавао почетак жетве и јесени. Према предању, на тај дан је сахрањена Лугова помајка, којој је бог на гробу приредио свечане игре. У другим легендама, овај празник се везује за смрт краља Кармана или неке жене која је желела да уништи жито. То указује да је на овај празник првобитно приношена жртва - жена или мушкарац, како би се убио дух жита. Приликом светковине се палила велика ватра, стока је протеривана преко реке, а одржаване су и коњске трке. На овај дан су склапани и бракови, а могуће је да су се дешавале и оргије.